# Ecumene

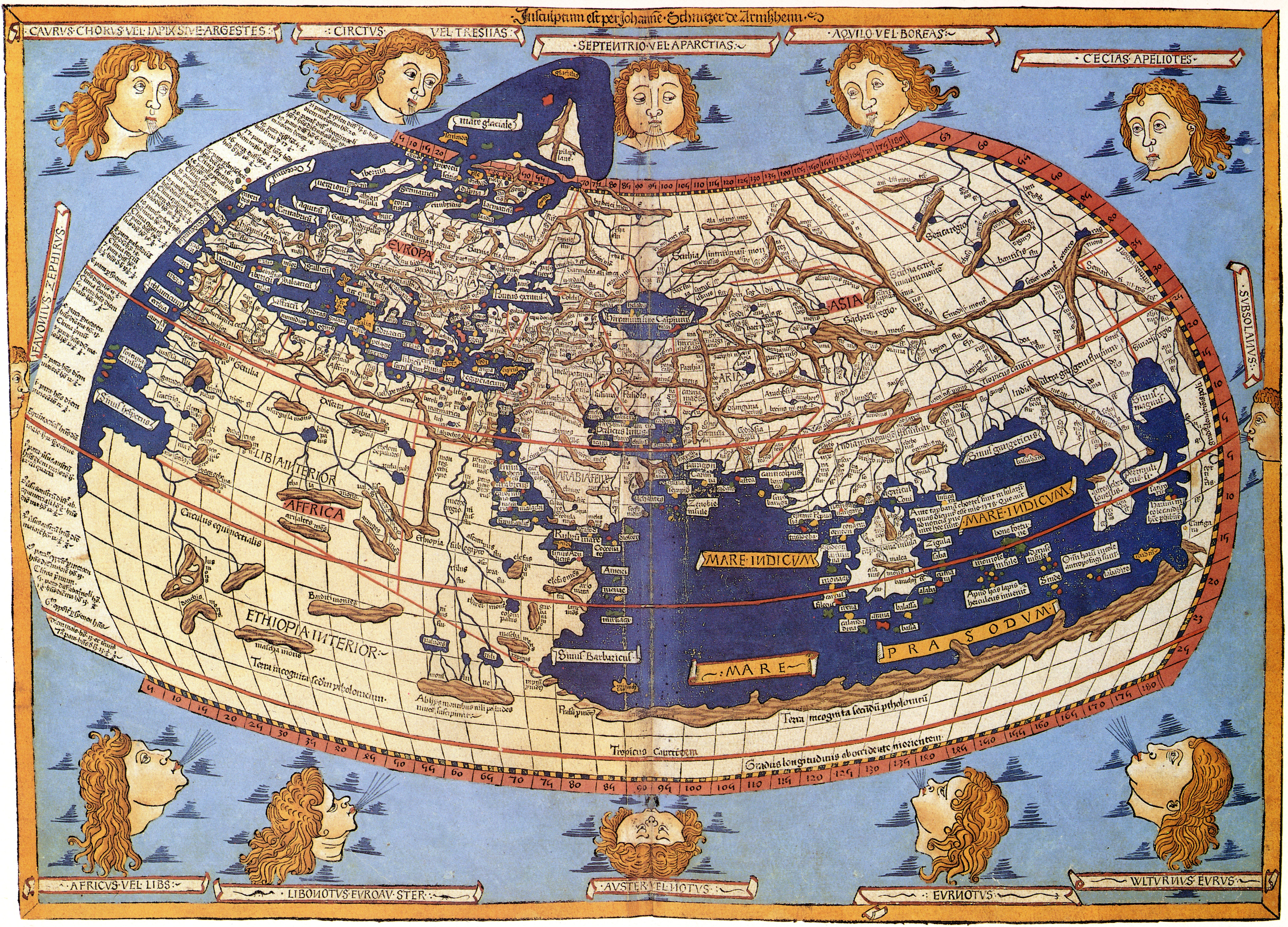
Una rappresentazione quattrocentesca a stampa della descrizione dell'Ecumene fatta da Tolomeo (incisione di Johannes Schnitzer del 1482).

In geografia antropica, l'ecumene (in greco antico: οἰκουμένη?, oikoumene, participio medio passivo del verbo οἰκέω "abitare") è la parte della Terra dove l'essere umano trova le condizioni adatte a stabilirsi. Il termine deriva dal greco antico, dove indicava la parte del mondo conosciuta, il cui opposto è eremo (in greco antico: ἔρημος?, érēmos).
Il termine, con il trascorrere del tempo ha assunto due valenze, una geografica di descrizione del mondo conosciuto e una filosofico-religiosa di appartenenza a un gruppo particolarmente attento a una fede o a una teoria filosofica.

## Geografia

L'ecumene secondo Ecateo di Mileto.

L'ecumene come probabilmente immaginata da Erodoto.

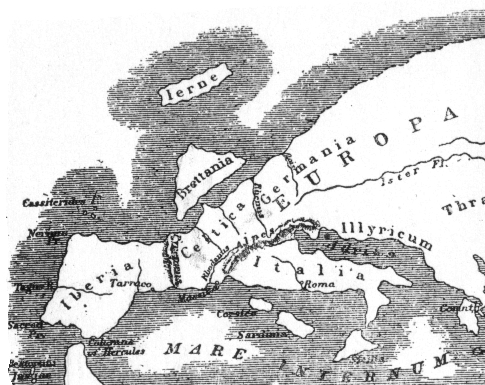
Mappa dell'ecumene basata sulla Γεωγραφικά di Strabone.

Fin dall'antichità il termine ha definito il territorio conosciuto ed esplorato dai geografi, dai mercanti e dagli avventurieri i quali, con i loro "viaggi per mare" e l'esplorazione delle terre, e grazie ai periploi (navigazioni sottocosta), portavano notizie e informazioni riguardanti popoli ed etnie.
Il primo a redigere una carta dell'Ecumene fu Anassimandro di Mileto, allievo di Talete, nel V - VI secolo a.C. Successivamente un suo concittadino, Ecateo di Mileto, raffigurò l'Ecumene all'interno di un cerchio, rappresentando l'Europa, l'Asia e la Libia circondati dal fiume Oceano. A Nord collocò il mitico popolo degli Iperborei, contrapposto nel settore meridionale dagli Ipernoti. Nel V secolo a.C., lo storico greco Erodoto propose una nuova rappresentazione dell'Ecumene, immaginandola di forma quadrangolare, anziché circolare.
In età ellenistica, grazie ai traguardi dell'astronomia e della geometria, il geografo Eratostene pervenne a una stima approssimativa della circonferenza della Terra tramite l'osservazione del Sole nel giorno del solstizio d'estate, alla stessa ora, ad Alessandria d'Egitto e ad Assuan, dove esso raggiungeva lo zenit.
Nello stesso periodo lo storico Polibio, inviato a Roma come ostaggio ed entrato nell'ambiente sociale e culturale degli Scipioni diventando amico e collaboratore di Scipione Emiliano, scrisse le sue Storie nell'intento di spiegare "come Roma fosse riuscita, in meno di 53 anni", a divenire padrona dell'"ecumene". Polibio intendeva il mondo conosciuto e "abitato o percorso dai greci", al di fuori del quale esistevano solo i "barbari". Egli non si limitò tuttavia alla sola storia: per ottenere informazioni di prima mano sui siti storici affrontò lunghi viaggi nelle terre bagnate dal Mediterraneo, estendendo in tal modo la cognizione dell'ecumene geografica alle terre dell'Occidente, ancora poco conosciute in Grecia.

## Religione e filosofia
Nella filosofia e nella religione ecumene è lo stato metafisico di descrizione di tutta la vita passata, presente e futura (e non uno stato comune di unificazione o coesistenza religiosa o culturale).
L'ontologia dell'ecumene è distinta dal multiculturalismo o dal pluralismo religioso anche se può contenere elementi dell'uno o dell'altro, o di entrambi. Tipicamente vi è un singolo centro dominante usato come punto di riferimento per tutto il resto. Questo centro è spirituale e riservato alla divinità. In tal senso Ecumene, "la casa dove tutti viviamo", è uno stato filosofico di essere ciò che comprende chi visse nel passato, chi vive nel presente e chi potrà vivere nel futuro.
Esempi di ecumene religiosa:
- la Cristianità Ortodossa di Costantinopoli (a livello teologico e metafisico);
- il Regno Cristiano della chiesa Cattolica medievale (politico ed economico);
- il panteismo permesso nell'Impero Romano (a condizione del rispetto del culto dell'Imperatore).

Esempi di ecumene sociale:
- la koinè (Regno di Alessandro Magno ed Ellenismo)
- il tardo Impero Romano (con base religiosa cattolica);
- le Nazioni Unite.

## Letteratura
L'ecumene è utilizzata in varie opere di fantasia di diversi autori.
In una serie di romanzi dell'autrice di fantascienza Ursula K. Le Guin, l'Ecumene (o Ekumene) rappresenta la Lega dei Mondi, ossia un'alleanza tra pianeti posti a distanze immense e collegati tra loro attraverso il volo di astronavi iper-luce e comunicanti attraverso l'ansible, un apparecchio che sfrutta la deformazione gravitazionale dello spazio-tempo. La serie di romanzi è nota infatti come Ciclo dell'Ecumene.
Nella fantasia dell'autrice viene pertanto conservato il significato originario del termine, riunendone entrambe le versioni, cioè quella geografica (ancorché adattata alla sua visione fantastica del futuro del territorio conosciuto dall'umanità, e dunque ben oltre il globo terrestre) e quella più filosofica (in riferimento alla natura pacifica e benigna che accomuna i popoli abitanti i diversi mondi).